# Ferdinand Opll
Ferdinand Opll (* 30. März 1950 in Mödling) ist ein österreichischer Historiker und Archivar.
Ferdinand Opll studierte ab 1969 Geschichte, Germanistik und Kunstgeschichte an der Universität Wien. Opll wurde 1974 bei Heinrich Appelt promoviert mit einer Arbeit über das Itinerar Kaiser Friedrich Barbarossas. Er habilitierte sich 1985 in Wien. Er war von 1989 bis 2010 Direktor des Wiener Stadt- und Landesarchivs, leitete von 2002 bis 2009 das Institut für Stadtgeschichtsforschung der Ludwig Boltzmann Gesellschaft und ist Dozent für mittelalterliche Geschichte und historische Hilfswissenschaften an der Universität Wien. Außerdem gehört er zahlreichen wissenschaftlichen Kommissionen an (u. a. Institut für vergleichende Städtegeschichte in Münster/Westfalen; Commission internationale pour l’histoire des villes, Österreichischer Arbeitskreis für Stadtgeschichtsforschung). 1996 wurde er „außerordentlicher Universitätsprofessor“. Mit Dekret vom 13. Juli 1999 wurde ihm das Offizierskreuz des spanischen Zivilverdienstordens verliehen. Am 16. Dezember 2010 erhielt er das Österreichische Ehrenkreuz für Wissenschaft und Kunst I. Klasse. Am 15. März 2017 wurde ihm vom Verein für Geschichte der Stadt Wien die „Theodor-Georg-Ritter-von-Karajan-Medaille“ für Leistungen auf dem Gebiet der Wiener Stadtgeschichtsforschung verliehen. Die Stauferstiftung Göppingen hat ihm am 11. November 2023 für seine großen Verdienste um die Erforschung der staufischen Geschichte den wissenschaftlichen Stauferpreis verliehen. Ihm wurde 2024 das Goldene Ehrenzeichen für Verdienste um das Land Wien verliehen.
Forschungsschwerpunkte Oplls sind die Geschichte des hohen Mittelalters, insbesondere die Zeit Friedrich Barbarossas, die vergleichende Stadtgeschichte, die Archivistik und die österreichische Landesgeschichte, vor allem die Geschichte der Stadt Wien. Oplls Barbarossa-Biographie erschien 2009 in vierter Auflage (erstmals 1990; 1994 auf Italienisch, 2001 auf Tschechisch; 2010 auf Russisch).

## Schriften (Auswahl)
- Die Stadt sehen. Frühe Stadtdarstellungen von Wien in ihrem thematischen und internationalen Kontext. Böhlau, Wien 2023. ISBN 978-3-205-21607-0.
- mit Peter Csendes: Wien im Mittelalter: Zeitzeugnisse und Analysen. Böhlau, Köln/Wien 2021, ISBN 978-3-205-21401-4.
- mit Martin Scheutz: Die Transformation des Wiener Stadtbildes um 1700. Die Vogelschau des Bernhard Georg Andermüller von 1703 und der Stadtplan des Michel Herstal de la Tache von 1695/97 (= Mitteilungen des Instituts für Österreichische Geschichtsforschung. Ergänzungsband 61). Böhlau, Wien 2018, ISBN 978-3-205-20537-1.
- mit Heike Krause und Christoph Sonnlechner: Wien als Festungsstadt im 16. Jahrhundert. Zum kartografischen Werk der Mailänder Familie Angielini. Böhlau, Wien 2017, ISBN 978-3-205-20210-3.
- mit Martin Scheutz: Der Schlierbach-Plan des Job Hartmann von Enenkel. Ein Plan der Stadt Wien aus dem frühen 17. Jahrhundert (= Quelleneditionen des Instituts für österreichische Geschichtsforschung. Bd. 13). Böhlau, Wien 2014, ISBN 978-3-205-79504-9.
- Liesing. Atzgersdorf, Erlaa, Inzersdorf, Kalksburg, Liesing, Mauer, Rodaun, Siebenhirten. Eine Geschichte des 23. Wiener Gemeindebezirkes und seiner acht alten Orte in Wort und Bild. Ed. Winkler-Hermaden, Schleinbach 2014, ISBN 978-3-9503739-3-6.
- mit Martin Stürzlinger: Wiener Ansichten und Pläne von den Anfängen bis 1609. Mit einem Neufund aus Gorizia/Görz aus der Mitte des 16. Jahrhunderts (= Wiener Geschichtsblätter. Beiheft 4/2013, ZDB-ID 43529-6). Verein für Geschichte der Stadt Wien, Wien 2013.
- Rundgemälde von Wien und dessen Umgebung. Kolorierte Lithographie des Joh(ann) B(aptist) Gregosch (richtig: János Greguss) aus dem Jahre 1855. Edition Winkler-Hermaden, Schleinbach 2011, ISBN 978-3-9503077-9-5.
- Zwang und Willkür. Leben unter städtischer Herrschaft in der Lombardei der frühen Stauferzeit. Böhlau, Wien u. a. 2010, ISBN 978-3-205-78499-9.
- mit Martin Roland: Wien und Wiener Neustadt im 15. Jahrhundert. Unbekannte Stadtansichten um 1460 in der New Yorker Handschrift der Concordantiae caritatis des Ulrich von Lilienfeld (= Forschungen und Beiträge zur Wiener Stadtgeschichte. Bd. 45 = Veröffentlichungen des Wiener Stadt- und Landesarchivs. Reihe C: Sonderpublikationen. Bd. 2). StudienVerlag, Innsbruck/Wien/Bozen 2006, ISBN 3-7065-4341-9.
- Leben im mittelalterlichen Wien. Böhlau, Wien u. a. 1998, ISBN 3-205-98913-9.
- Nachrichten aus dem mittelalterlichen Wien. Zeitgenossen berichten. Böhlau, Wien u. a. 1995, ISBN 3-205-98372-6.
- mit Richard Perger: Kaiser Friedrich III. und die Wiener 1483–1485: Briefe und Ereignisse während der Belagerung Wiens durch König Matthias Corvinus von Ungarn (= Forschungen und Beiträge zur Wiener Stadtgeschichte. Bd. 24). Deuticke, Wien 1993, ISBN 978-3-7005-4642-9.
- Friedrich Barbarossa. Wissenschaftliche Buchgesellschaft, Darmstadt 1990, ISBN 3-534-04131-3.
- Alte Grenzen im Wiener Raum (= Kommentare zum Historischen Atlas von Wien. Bd. 4). Jugend und Volk, Wien u. a. 1986, ISBN 3-224-16014-4.
- Stadt und Reich im 12. Jahrhundert. (1125–1190) (= Forschungen zur Kaiser- und Papstgeschichte des Mittelalters. Bd. 6). Böhlau, Wien u. a. 1986, ISBN 3-205-08717-8.
- Der Burgfried der Stadt Wien. Studien zum Kompetenzbereich des Magistrats vor und nach der Türkenbelagerung von 1683 (= Forschungen und Beiträge zur Wiener Stadtgeschichte. Bd. 15). F. Deuticke, Wien 1985, ISBN 3-7005-4546-0.
- Wien im Bild historischer Karten. Die Entwicklung der Stadt bis in die Mitte des 19. Jahrhunderts. Böhlau, Wien u. a. 1983, ISBN 3-205-07180-8 (2., ergänzte Auflage. ebenda 2004, ISBN 3-205-77240-7).
- Liesing. Geschichte des 23. Wiener Gemeindebezirkes und seiner alten Orte. Jugend und Volk, Wien u. a. 1982, ISBN 3-7141-6217-8.
- Das Itinerar Kaiser Friedrich Barbarossas (1152–1190) (= Forschungen zur Kaiser- und Papstgeschichte des Mittelalters. Bd. 1). Böhlau, Wien u. a. 1978, ISBN 3-205-08715-1.

Herausgeberschaften
- mit Martin Scheutz: Die Osmanen vor Wien. Die Meldeman-Ansicht von 1529/30. Sensation, Propaganda und Stadtbild (= Veröffentlichungen des Instituts für Österreichische Geschichtsforschung. Bd. 74). Böhlau, Wien 2020, ISBN 978-3-205-21052-8.
- mit Peter Csendes: Wien. Geschichte einer Stadt. 3 Bände. Böhlau, Wien u. a. 2001–2006;
  - Band 1: Von den Anfängen bis zur ersten Wiener Türkenbelagerung (1529). 2001 ISBN 3-205-99266-0;
  - Band 2: Die frühneuzeitliche Residenz (16. bis 18. Jahrhundert). 2003, ISBN 3-205-99267-9;
  - Band 3: Von 1790 bis zur Gegenwart. 2006, ISBN 3-205-99268-7.
- mit Peter Csendes: Die Stadt Wien (= Österreichisches Städtebuch. Bd. 7). Verlag der Österreichischen Akademie der Wissenschaften, Wien 1999, ISBN 3-7001-2737-5.
- mit Susanne Claudine Pils: Stadt und Wein. Österreichischer Arbeitskreis für Stadtgeschichtsforschung, Linz 1996, ISBN 3-900387-54-0.